# Tinnura
Tinnura (sardinski: Tinnùra) je grad i općina (comune) u pokrajini Oristanu u regiji Sardiniji, Italija. Nalazi se na nadmorskoj visini od 328 metara i ima 245 stanovnika.
 Prostire se na 3,85 km². Gustoća naseljenosti je 64 st/km².
Susjedne općine su: Flussio, Sagama i Suni.